# Ligne de Rémilly à Stiring-Wendel
La ligne de Rémilly à Stiring-Wendel est une ligne à double voie permettant le lien avec le réseau ferroviaire allemand. Elle est notamment parcourue par des trains ICE et TGV, reliant les gares de Paris-Est et Francfort-sur-le-Main HBf, et des TER Lorraine circulant entre Metz, Rémilly et Sarrebruck via Forbach.
Cette ligne constitue la ligne n°172 000 du réseau ferré national. Elle était la partie Est de l'ancienne ligne 11 du réseau EST.

## Histoire
L'adjudication de la ligne de Metz à la frontière de Prusse vers Sarrebruck est autorisée par une loi le 19 juillet 1845. La ligne est adjugée le 25 novembre 1845 à Messieurs Despans de Cubières, de Pellapra, duc de Galliera et Blacque-Belair. L'adjudication est approuvée par une ordonnance le 27 novembre suivant. La Compagnie du chemin de fer de Paris à Strasbourg est constituée dès le 13 novembre, mais c'est l'homologation de ses statuts par ordonnance royale le 17 décembre 1845 qui autorise sa substitution aux concessionnaires initiaux.
La ligne est ouverte en deux sections, de Rémilly à Forbach en 1851 et de Forbach à la frontière en 1852.
Pendant la guerre franco-prussienne de 1870, les troupes germaniques ont construit une ligne temporaire à Rémilly pour rejoindre la ligne Frouard - Novéant  en contournant Metz.

## Caractéristiques

### Vitesses limites
La ligne n'autorise nulle part de vitesses supérieures à 130 km/h.
Les vitesses limites de la ligne en 2017 sont indiquées dans le tableau ci-dessous.
| De (PK)             | À (PK)                     | Limite (km/h) |
| ------------------- | -------------------------- | ------------- |
| Rémilly (PK 0,389)  | Forbach (PK 47,165)        | 130           |
| Forbach (PK 47,165) | Stiring-Wendel (PK 51,363) | 110           |